# Enricofrancoïta
L'enricofrancoïta és un mineral de la classe dels silicats que pertany al grup de la litidionita. Rep el nom en honor d'Enrico Franco (1927– 25 de juny de 2009), professor de mineralogia a la Universitat de Nàpols Frederic II (Itàlia), descobridor d'altres dues espècies: la panunzita i la cabazita-K.

## Característiques
L'enricofrancoïta és un silicat de fórmula química KNaCaSi₄O₁₀. Va ser aprovada com a espècie vàlida per l'Associació Mineralògica Internacional en el mes de juny de l'any 2023, i publicada l'any següent. Cristal·litza en el sistema triclínic. És l'anàleg anhidrat de la calcinaksita, i l'anàleg de calci de la litidionita i de la manaksita.
L'exemplar que va servir per a determinar l'espècie, el que es coneix com a material tipus, es troba conservat a les col·leccions del Reial Museu Mineralògic de la Universitat de Nàpols Frederic II, a Itàlia, amb el número de catàleg 17926/E6457.

## Formació i jaciments
Va ser descoberta a Ottaviano, dins el complex volcànic Somma-Vesuvi, a Nàpols (Campània, Itàlia). Aquest indret és l'únic a tot el planeta on ha estat descrita aquesta espècie mineral.